# Mocsolya
Mocsolya település Romániában, Szilágy megyében.

## Fekvése
Szilágysomlyótól északkeletre, Ököritó és Kusaly közt fekvő település.

## Nevének eredete
Szláv eredetű szó, melynek magyar jelentése kenderáztató, pocsolya.

## Története
Nevét 1349-ben említették először Mocsaly néven.
1414-ben p. Machola, 1454-ben Mochola, 1584-ben Motsollya néven írták.
1345-ben Mocsolya és Diósad birtokon az Ady család ősei Adi (Od) János fiai és unokái, és Mocsolyai Imre osztoztak meg a váradi káptalan beleegyezésével, és rendelete alapján. Az Adiak azonban a mocsolai birtokrészüket később – rokoni szeretetből –  a Mocsolaiaknak ajándékozták.
1430-ban Adi György deák e birtokot is eladta a Kusalyi Jakcs család Kusalyi Jakcsoknak.
1545-ben a Hadad várához tartozó birtokba Kusalyi Jakcs Mihályt iktatták be.
1797-ben végzett összeíráskor főbb birtokosai: Wesselényi Farkas, Móré Péter és Koszorús István voltak.
A 20. század elején Szilágy vármegye Zilahi járásához tartozott.
1910-ben 716 lakosa volt, melyből 669 magyar, 45 cigány volt. Ebből 21 görögkatolikus, 666 református, 19 izraelita volt.

## Nevezetességek
- Református temploma – 1794-ben épült.